# Yousri Marrakchi
Pour les articles homonymes, voir Marrakchi.
 (avril 2017).
Si vous disposez d'ouvrages ou d'articles de référence ou si vous connaissez des sites web de qualité traitant du thème abordé ici, merci de compléter l'article en donnant les références utiles à sa vérifiabilité et en les liant à la section « Notes et références ».
Yousri Marrakchi est un journaliste, animateur de télévision et commentateur sportif marocain.

## Biographie
Après l’obtention de son baccalauréat, Yousri poursuit des études de droit à la Faculté des sciences juridiques, économiques et sociales de Casablanca, puis à l'Institut supérieur des médias et de la communication où il obtient un diplôme de journaliste. Il rejoint en 2006 la chaîne sportive marocaine Arryadia en tant que commentateur sportif. Il y couvre des événements comme la Coupe du monde de football de 2010, les Jeux Olympiques de Londres, et la Coupe d' Afrique des Nations depuis 2006[réf. nécessaire].
Il quitte Arriyadia pendant l'hiver de l'année 2015 pour rejoindre la chaîne Medi 1 TV. Il y anime un talk show intitulé « Kawaliss » où il reçoit des personnalités du monde politique et culturel. L’émission n’est pas reconduite l’année suivante.